# Дьен
Дьен (фр. и окс. Dienne) — коммуна во Франции, находится в регионе Овернь. Департамент — Канталь. Входит в состав кантона Мюра. Округ коммуны — Сен-Флур.
Код INSEE коммуны — 15061.

## География
Коммуна расположена приблизительно в 420 км к югу от Парижа, в 75 км южнее Клермон-Феррана, в 38 км к северо-востоку от Орийака.

## Население
Население коммуны на 2008 год составляло 255 человек.
| 1962 | 1968 | 1975 | 1982 | 1990 | 1999 | 2008 |
| ---- | ---- | ---- | ---- | ---- | ---- | ---- |
| 655  | 583  | 496  | 396  | 359  | 293  | 255  |

## Администрация
| Период | Период | Фамилия           | Партия | Примечания |
| ------ | ------ | ----------------- | ------ | ---------- |
| 2001   | 2008   | Мари-Симон Шансон |        |            |
| 2008   |        | Жан-Клод Шейвиаль |        |            |

## Экономика
В 2007 году среди 149 человек в трудоспособном возрасте (15—64 лет) 109 были экономически активными, 40 — неактивными (показатель активности — 73,2 %, в 1999 году было 72,4 %). Из 109 активных работали 106 человек (66 мужчин и 40 женщин), безработными были 3 мужчин. Среди 40 неактивных 9 человек были учениками или студентами, 11 — пенсионерами, 20 были неактивными по другим причинам.

## Достопримечательности
- Крест на кладбище (XVI—XVII века). Памятник истории с 1983 года[3]
- Мельница Дриль (1807 год). Памятник истории с 2003 года[4]
- Замок Шейрель[фр.] (1867 год). Памятник истории с 2006 года[5]
- Церковь в деревне Фортюни (XIV век). Памятник истории с 1993 года[6]
- Церковь Сен-Сир-э-Сен-Жюлит (XII век). Памятник истории с 1944 года[7]
- Скала ЛакёйDienne vue generale.JPG

## Фотогалерея
- Церковь в деревне Фортюни
- Мельница
- Крест на кладбище
- Карта коммуны